# Chemin Neuf
Die Gemeinschaft Chemin Neuf [ʃəmɛ̃ nœf] (französisch für ‚Neuer Weg‘) ist eine Gemeinschaft innerhalb der katholischen Kirche mit ökumenischer Berufung. Sie umfasst rund 2.000 Mitglieder in 30 Ländern.

## Entstehung und Verbreitung

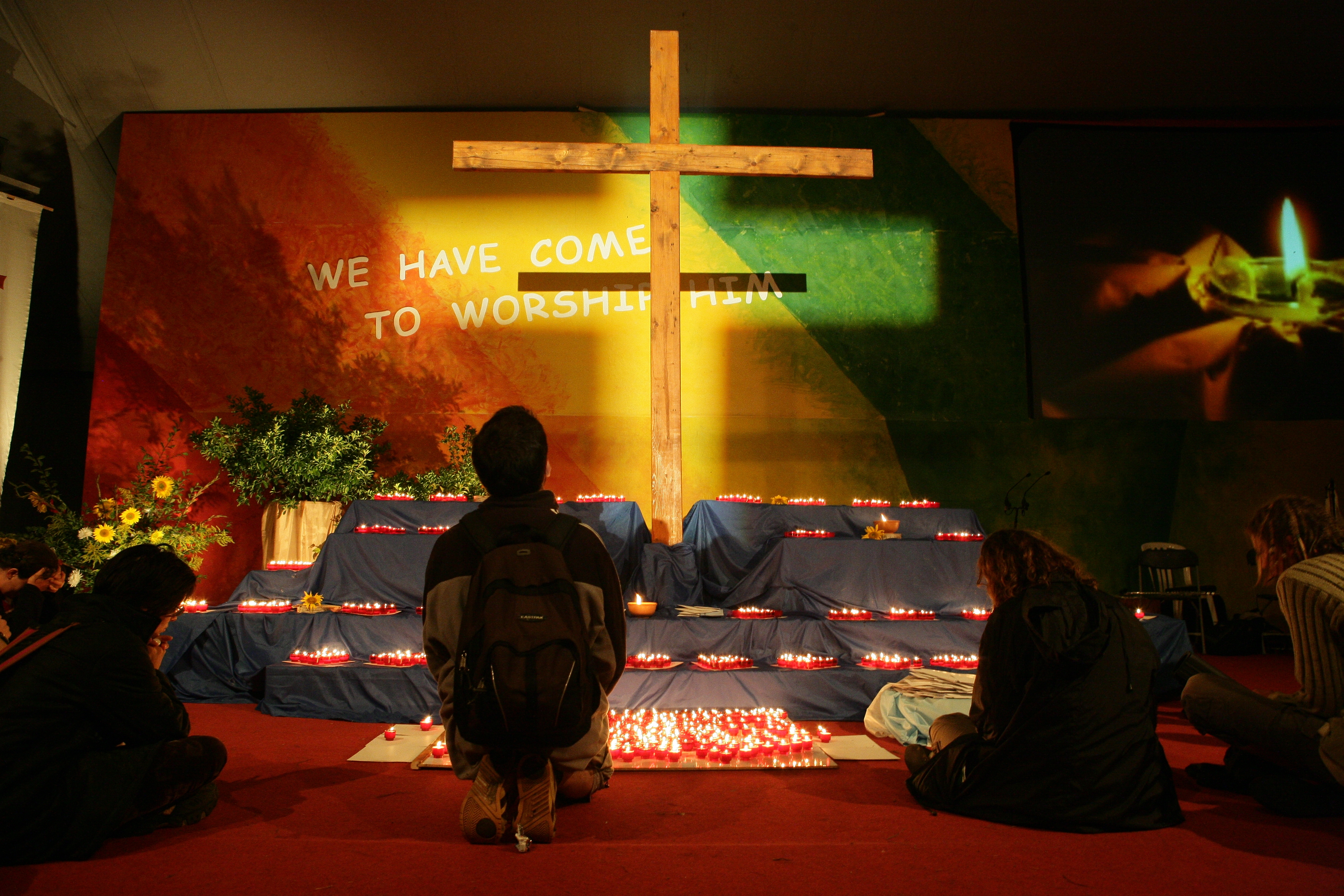
Chemin-Neuf-Gebet auf dem Weltjugendtag 2005

Die Kommunität entstand 1973 aus einer Gebetsgruppe in Lyon. Ihr Gründer ist der Jesuitenpater Laurent Fabre (* 1940).
In Deutschland arbeitet die als öffentliche Vereinigung von Gläubigen kirchlich anerkannte Gemeinschaft seit 1992 und ist zugleich ein eingetragener Verein bürgerlichen Rechts. Die Gemeinschaft leitete seit 1994 die Herz-Jesu-Kirche in Berlin-Prenzlauer Berg. Von 2000 bis zum 1. September 2022 war sie zunächst in der katholischen Pfarrei St. Adalbert, seit 2017 Pfarrei Bernhard Lichtenberg in Berlin-Mitte tätig. Die Gemeinschaft lebt seit 2006 im Kloster Berlin-Lankwitz, wo sie ein christliches Studentenwohnheim betreibt und seit 2012 ein geistliches Zentrum aufbaut. Die Leitung hat seit 2021 P. Christophe Blin.
Seit Sommer 2007 wirkt Chemin Neuf in Bonn und steht dort im Dienst der Katholischen Hochschulgemeinde (KHG) an St. Remigius. Weltweit werden 25 Studentenwohnheime in Großstädten betrieben. Vor allem Studenten schätzen diese interkulturelle Kompetenz und suchen Auslandserfahrung bei sozialen Projekten.
Im August 2016 gab der Gründer Laurent Fabre die Leitung der Gemeinschaft weiter. Zum neuen Leiter wählte das Generalkapitel den französischen Priester und Sozialwissenschaftler François Michon.

## Ziele
Ein Hauptanliegen von Chemin Neuf ist die Einheit und Versöhnung der Christen. In den Studentenwohnheimen der Gemeinschaft können junge Menschen konfessionsübergreifend Erfahrungen machen. Hinzu kommen verschiedene seelsorgerliche Angebote, insbesondere für junge Erwachsene, Paare und Familien. Die Mitglieder von Chemin Neuf gehören verschiedenen Lebensständen an: Als Priester, zölibatäre Schwestern und verheiratete Paare arbeiten sie gemeinsam in Gruppen. Die Mitglieder der Gemeinschaft haben zudem unterschiedliche konfessionelle Hintergründe (katholisch, orthodox, anglikanisch, reformiert, evangelisch-lutherisch oder freikirchlich). Sie sehen sich als Teil der Charismatischen Erneuerung. Weitere Ziele der Gemeinschaft sind die Evangelisation und der Frieden in der Welt.
Chemin Neuf veranstaltet deutschlandweit Einkehrtage, Retreats und Schweige-Exerzitien, die sich insbesondere an junge Erwachsene, Paare und Familien richten.
Im Jahr 2012 bekam Chemin Neuf den Ökumene-Preis des Ökumenischen Rates Berlin Brandenburg.
Leitfaden der Organisation ist der Ausspruch von Papst Johannes Paul II.: „Es ist wichtig, dass wir uns von jetzt an bemühen, alles gemeinsam zu tun, was wir gemeinsam tun können.“

## Kirchliche und bürgerlich-rechtliche Anerkennung
Chemin Neuf wurde 1973 von Lyoner Erzbischof Kardinal Alexandre-Charles Renard anerkannt und 1984 unter dessen Nachfolger Kardinal Albert Decourtray eine Vereinigung von Gläubigen. Dieser kanonische Status erlaubt es der Gemeinschaft, den christlichen Glauben im Namen der Kirche zu lehren und den öffentlichen Gottesdienst zu fördern (Kanon 301,1 CIC). Am 24. Juni 1992 errichtete Kardinal Decourtray das Institut Chemin Neuf als Klerikerinstitut diözesanen Rechts für die Priester und die Priesteramtskandidaten der Gemeinschaft. Am 14. September 2009 wurde das Institut Chemin Neuf von Kardinal Franc Rodé als klerikales Ordensinstitut päpstlichen Rechts anerkannt.
Die Gemeinschaft Chemin Neuf wurde vom Französischen Staat als religiöse Kongregation anerkannt (Dekret des Ministerpräsidenten vom 23. Juli 1993). Im Jahr 2009 erhielt die Gemeinschaft Chemin Neuf die päpstliche Anerkennung als ordentliche Gemeinschaft innerhalb der katholischen Kirche.

## Kritik
In den 1990er Jahren wurden in Frankreich eine Reihe christlicher Gemeinschaften beschuldigt, sektenähnliche Praktiken und Gehirnwäsche zu praktizieren, darunter auch Chemin Neuf. 1998 nahm die französische Anti-Sekten-Organisation CCMM (Centre contre les manipulations mentales; ‚Zentrum gegen mentale Manipulationen‘) Chemin Neuf in ihr „Sektenlexikon“ auf.
Der ehemalige Lyoner Erzbischof Jean Balland (1934–1998) und der seinerzeitige Sektenbeauftragte der französischen Bischofskonferenz Jean Vernette (1929–2002) wiesen die Beschuldigungen ebenso zurück wie der Chemin-Neuf-Gründer Laurent Fabre.